# Леяссаусс, Андрейс
Андрейc Леяссаусс, также Леяс-Саусс (латыш. Andrejs Lejassauss, Andrējs Lejas-Sauss; 1895—1942) — латвийский офицер, начальник универмага «Армейский экономический магазин», доцент и заместитель председателя Латвийской ремесленной палаты. В 1941 году был арестован советскими органами госбезопасности, выслан с территории Латвии, осуждён и расстрелян.

## Биография
Родился 9 июня 1895 года в Шлокенбекской волости в семье торговца обувью. В 1914 году окончил Тукумское коммерческое училище и поступил в Рижский политехнический институт, где также изучал торговое дело. С началом Первой мировой войны был призван в армию и окончил по ускоренной программе Константиновское артиллерийское училище в Санкт-Петербурге, откуда в ноябре 1915 года был направлен прапорщиком в 13-й Сибирский стрелковый полк, воевавший под Ригой. 8 марта 1916 года был ранен в бою под Кекавой, переведён в подразделение связи. Подпоручик (август 1916), поручик (июнь 1916). В 1917 г. участвовал в боевых действиях в Галиции и Буковине, штабс-капитан (ноябрь 1917).
В 1920 году Леяссаус поступил на службу в латвийскую армию. В 1927 году окончил факультет народного хозяйства и права Латвийского университета, преподавал там же, одновременно занимая должность вице-председателя Латвийской ремесленной палаты (латыш. Latvijas Amatniecības kamera). В 1931 году стал главой Армейского экономического магазина. В 1937 году получил звание полковника.
Иварс Кезберс в своих мемуарах «Maskavas spiegu tīkls» сообщал, что, работая в комиссии Съезда народных депутатов СССР по оценке политических и правовых последствий Пакта Молотова — Риббентропа (1989—1990), обнаружил в закрытых советских архивах свидетельства о сотрудничестве Леяссауcса с советскими спецслужбами. Указывается, что это сотрудничество было вызвано идейными соображениями: Леяссаусс полагал, что для страны, зажатой между СССР и Германией, выбор в пользу СССР является наименьшим злом.
После присоединения Латвии к СССР был отстранён от руководства универмагом «Армейский экономический магазин», уволен с военной службы в октябре 1940 года, депортирован 14 июня 1941 года и направлен в лагерь Усольлаг. Расстрелян 26 мая 1942 года.

## Награды
- Командор ордена Трех Звезд (1940)[11]
- Офицер ордена Трёх звёзд (1934)[11]
- Кавалер ордена Трёх звёзд (1926)[11]

Андрейс Леяссаусс и председатель приходского совета Яунрозе П. Тилтс были последними, кто получил Орден Трёх Звёзд перед началом войны.